# Печу-Ноу
Печу-Ноу (рум. Peciu Nou) — село у повіті Тіміш в Румунії. Входить до складу комуни Печу-Ноу.
Село розташоване на відстані 416 км на захід від Бухареста, 21 км на південний захід від Тімішоари.

## Населення
За даними перепису населення 2002 року у селі проживали 2988 осіб.
Національний склад населення села:
| Національність | Кількість осіб | Відсоток |
| -------------- | -------------- | -------- |
| румуни         | 2618           | 87,6%    |
| серби          | 172            | 5,8%     |
| угорці         | 92             | 3,1%     |
| німці          | 50             | 1,7%     |
| цигани         | 28             | 0,9%     |
| українці       | 25             | 0,8%     |

Рідною мовою назвали:
| Мова       | Кількість осіб | Відсоток |
| ---------- | -------------- | -------- |
| румунська  | 2666           | 89,2%    |
| сербська   | 150            | 5,0%     |
| угорська   | 84             | 2,8%     |
| німецька   | 42             | 1,4%     |
| циганська  | 24             | 0,8%     |
| українська | 20             | 0,7%     |